# Oak Hills Country Club
De Oak Hills Country Club is een countryclub in de Verenigde Staten en werd opgericht in 1922 als de Alamo Country Club. De club bevindt zich in San Antonio, Texas en heeft een 18 holesbaan met een par van 71. De baan werd ontworpen door de golfbaanarchitect A. W. Tillinghast en in 1983 werd de baan gerenoveerd door Jay Morrish.

## Golftoernooien
- Texas Open: 1961-1966, 1977-1986 & 1988-1994
- AT&T Championship: 1985-2010
- Nabisco Championship: 1987

## Trivia
- Voor het Texas Open, een golftoernooi van de Amerikaanse PGA Tour, was de par van de baan 70.
- De club beschikt ook over twaalf tennisbanen, een zwembad, en nog vele andere faciliteiten.[4][5]